# Davilla pedicellaris
Davilla pedicellaris är en tvåhjärtbladig växtart som beskrevs av George Bentham. Davilla pedicellaris ingår i släktet Davilla, och familjen Dilleniaceae. Inga underarter finns listade i Catalogue of Life.